# Stazione di Vaglia
Stazione di Vaglia vasútállomás Olaszországban, Vaglia településen.

## Vasútvonalak
Az állomást az alábbi vasútvonalak érintik:
- Firenze–Faenza-vasútvonal

## Kapcsolódó állomások
A vasútállomáshoz az alábbi állomások vannak a legközelebb:
- Stazione di Campomigliaio
- Stazione di Fontebuona